# Pentti Eskola (Leichtathlet)
Pentti Kalervo Eskola (* 16. Juli 1938 in Vesilahti) ist ein ehemaliger finnischer Leichtathlet, der bei den Leichtathletik-Europameisterschaften 1962 in Belgrad die Bronzemedaille im Weitsprung gewann.

## Leben
Eskola, der dem Polizeisportverein Tampereen Poliisi-Urheilijat aus Tampere angehörte, wurde erst kurzfristig für den Europameisterschaftskader 1962 für Belgrad ausgewählt, nachdem er Ende August in Kurikka 7,86 Meter gesprungen war und seine persönliche Bestweite deutlich verbesserte. Bei den Europameisterschaften Mitte September überstand Eskola die Qualifikation und erreichte im Finale ein Sprung von 7,85 Meter. Dieser bedeutete die Bronzemedaille hinter dem Sieger Igor Ter-Owanesjan aus der Sowjetunion und Rainer Stenius aus Finnland. 1963 wurde die stärkste Saison Eskolas. Neben seinen persönlichen Bestleistungen im Sprint stellte er auch seine persönliche Bestleistung im Weitsprung auf. In Helsinki gelang ihm ein Satz auf 8,04 Meter. Zuvor war er auch schon 8,15 Meter gesprungen, allerdings war dieser Sprung wegen zu starken Windes nicht als Bestleistung wertbar. Die finnische Meisterschaft 1963 gewann er mit einem Sprung auf 7,83 Meter. 1964 gehörte er zum finnischen Olympiateam. In Tokyo scheiterte Eskola aber schon in der Qualifikation. In den nächsten Jahren nahm er noch an nationalen Wettbewerben teil, größere sportliche Erfolge blieben jedoch aus. Bei den Europameisterschaften 1966 erreichte er den siebten Platz.

## Erfolge
Weitsprung:
- Europameisterschaften:
  - Bronze 1962

- Finnische Meisterschaften:
  - Gold 1963
  - Silber 1964, 1965 und 1967
  - Bronze 1966

- Finnische Meisterschaften (Halle):
  - Gold 1966
  - Silber 1964
  - Bronze 1962

## Persönliche Bestleistungen
- 100-Meter-Lauf: 10,7 Sekunden (2. Juni 1963 in Forssa)
- 200-Meter-Lauf: 21,8 Sekunden (29. September 1963 in Bremen)
- Hochsprung: 1,98 Meter (18. Juli 1962 in Hämeenlinna)
- Weitsprung: 8,04 Meter (4. Juli 1963 in Helsinki)
- Dreisprung: 15,42 Meter (12. September 1965 in Vaasa)

Dazu kommen persönliche Bestleistungen in der Halle:
- Weitsprung: 7,75 Meter (12. März 1966 in Tampere)